# Championnats de France d'escalade 2008
Navigation
Édition précédente Édition suivante
Les championnats de France d'escalade de 2008 ont été programmés pendant la saison sportive de la Fédération française de la montagne et de l'escalade qui s'étendait du 1er septembre 2007 au 31 août 2008. Ils ont eu lieu le 2 novembre à Valence, pour la discipline de la vitesse, les 5 et 6 avril à Fontainebleau, pour la discipline du bloc, et les 10 et 11 mai à Pau, pour la discipline de la difficulté.
Ces compétitions ont couronné, Mathilde Couchot et Nicolas Januel champions de France d'escalade de vitesse, Juliette Danion et Jérôme Meyer champions de France d'escalade de bloc, et Charlotte Durif et Fabien Dugit champions de France d'escalade de difficulté.

## Déroulement

### Épreuves de vitesse
Les épreuves d'escalade de vitesse sont organisées le 2 novembre 2007 à la Halle du Polygone de Valence, dans la Drôme.

### Épreuves de bloc
Les épreuves d'escalade de bloc sont organisées les 5 et 6 avril 2008 dans le Centre national des Sports de la Défense à Fontainebleau.

### Épreuves de difficulté
Les épreuves d'escalade de difficulté sont organisées les 10 et 11 mai dans la halle des sports de l'Université de Pau et des Pays de l'Adour.

## Palmarès

### Difficulté[1]
| Catégorie | Or              | Argent              | Bronze            |
| --------- | --------------- | ------------------- | ----------------- |
| Hommes    | Fabien Dugit    | Michaël Fuselier    | Romain Desgranges |
| Femmes    | Charlotte Durif | Caroline Ciavaldini | Vanessa Taylor    |

### Bloc[2]
| Catégorie | Or              | Argent          | Bronze             |
| --------- | --------------- | --------------- | ------------------ |
| Hommes    | Jérôme Meyer    | Gérôme Pouvreau | Stéphane Julien    |
| Femmes    | Juliette Danion | Sandrine Levet  | Chloé Graftiaux () |

### Vitesse[3]
| Catégorie | Or               | Argent          | Bronze          |
| --------- | ---------------- | --------------- | --------------- |
| Hommes    | Nicolas Januel   | Nicolas Badia   | David Picq      |
| Femmes    | Mathilde Couchot | Marine Thévenet | Morgane Aveline |